# Fazilpur
Fazilpur ou Fazalpur (en ourdou : فاضل پور) est une ville pakistanaise, située dans le district de Rajanpur dans la province du Pendjab.
La population de la ville a été multipliée par plus de trois entre 1998 et 2017 selon les recensements officiels, passant de 24 016 habitants à 76 769, soit une croissance annuelle moyenne de 6,3 %, largement supérieure à la moyenne nationale de 2,4 %. En 2023, la population de la ville monte à 98 627 habitants.